# Mausoleo di Elena
Il mausoleo di Elena è un monumento funerario di età romana che si trova a Roma, lungo la via Casilina, corrispondente al III miglio dell'antica via Labicana.
Venne costruito dall'imperatore Costantino I tra il 315 e il 326, originariamente destinato a servire da sepoltura per lo stesso Costantino, venne poi utilizzato come sepolcro per Flavia Giulia Elena, madre dell'imperatore, morta nel 328.
Al mausoleo si accede dalla via Casilina tramite via di San Marcellino, adiacente alla chiesa Santi Marcellino e Pietro ad Duas Lauros. Il mausoleo dà il nome alla zona: da torre delle pignatte, come veniva chiamato, deriva infatti il toponimo Torpignattara.

## Storia

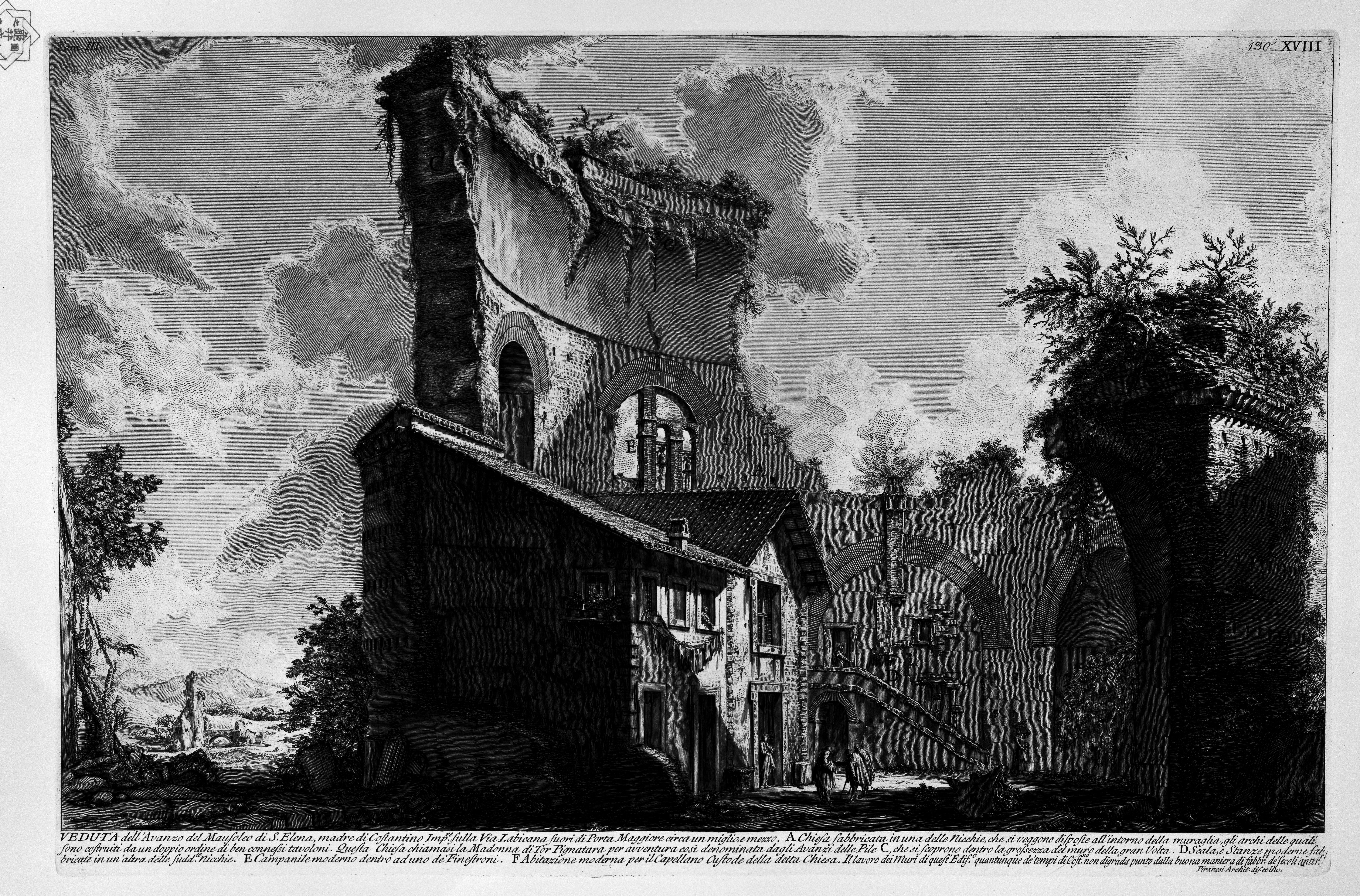
Mausoleo di Elena in un'acquaforte del Piranesi (1756)

L'area su cui sorge il mausoleo fa parte di un complesso di edifici storici di età tardo imperiale nel praedium imperiale denominato Ad Duas Lauros che, secondo fonti antiche (Liber Pontificalis - 314 d.C.), si estendeva dalla Porta Sessoriana fino al terzo miglio dell'antica Via Labicana, sovrapponibile all'odierno VI Municipio fra la Basilica di S. Croce in Gerusalemme, Porta Maggiore, Via Prenestina e Via Casilina all'altezza di Centocelle. Ne fanno parte le catacombe dei Santi Marcellino e Pietro e la basilica paleocristiana dedicata ai Santi Marcellino e Pietro di cui restano solo pochi ruderi e sui quali fu poi costruita l'attuale chiesa parrocchiale dei chiesa dei Santi Marcellino e Pietro ad Duas Lauros.

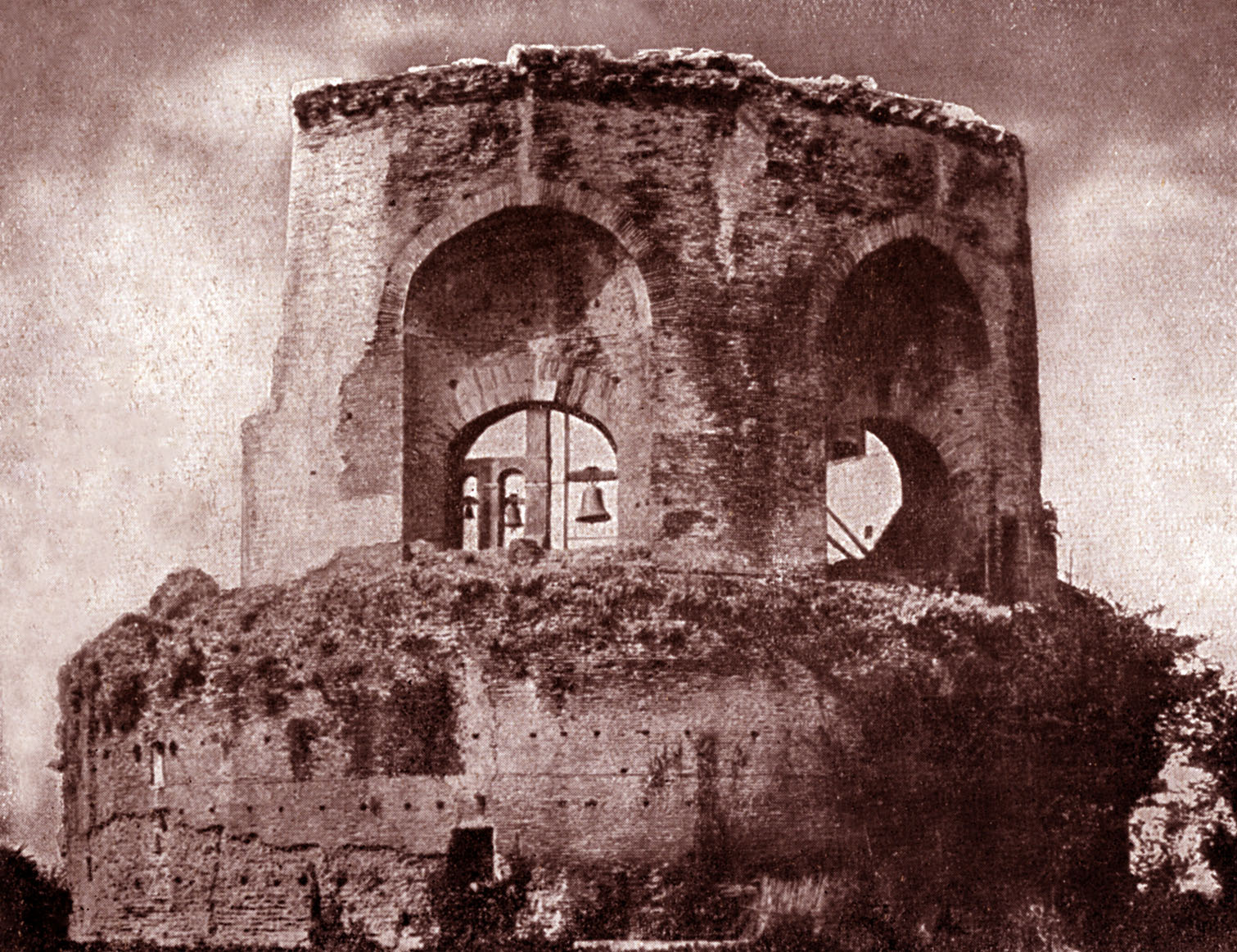
Il mausoleo in una foto degli anni 30

Precedentemente alla costruzione del mausoleo, l'area era utilizzata come cimitero dagli Equites singulares. Si sono infatti ritrovate numerose iscrizioni riguardanti gli Equites nella zona di ad Duas Lauros, ma non è stato possibile individuare l'esatta ubicazione del sepolcreto. I numerosi ritrovamenti effettuati durante gli scavi della basilica costantiniana, effettuati nel 1956 dagli archeologi Deichmann e Tschira, confermano che la necropoli degli Equites era probabilmente situata nelle immediate vicinanze del mausoleolo di Elena, se non addirittura sotto di esso. È infatti plausibile la tesi secondo cui il sepolcreto sia stato volutamente distrutto da Costantino come vendetta nei confronti degli Equites che nella battaglia di Ponte Milvio per la conquista dell'impero, si schierarono contro di lui in favore di Massenzio.
Dopo la morte di Elena la proprietà di Ad Duas Lauros fu assegnata alla chiesa. Nei secoli successivi il mausoleo subì l'erosione dei fenomeni atmosferici cui si aggiunse l'intervento umano, con asportazione di pietre e marmi che vennero utilizzati come materiale da costruzione. Nell'VIII secolo il mausoleo divenne una fortezza difensiva. Benché trasformato e parzialmente in rovina, il monumento continuò ad ospitare la tomba di Elena fino all'XI secolo, quando il sarcofago fu trasportato nella chiesa del Laterano ed è oggi conservato nei Musei Vaticani.
Alla conclusione dei lavori di restauro della Soprintendenza Speciale di Roma e a seguito del rinnovo della convenzione con la Pontificia commissione di archeologia sacra, il 12 ottobre 2019 il monumento è stato definitivamente reso accessibile al pubblico nel percorso di visita delle adiacenti catacombe di Marcellino e Pietro, assieme al suo antiquarium ricavato nella chiesetta costruita nel XVIII secolo all'interno del mausoleo.

## Architettura

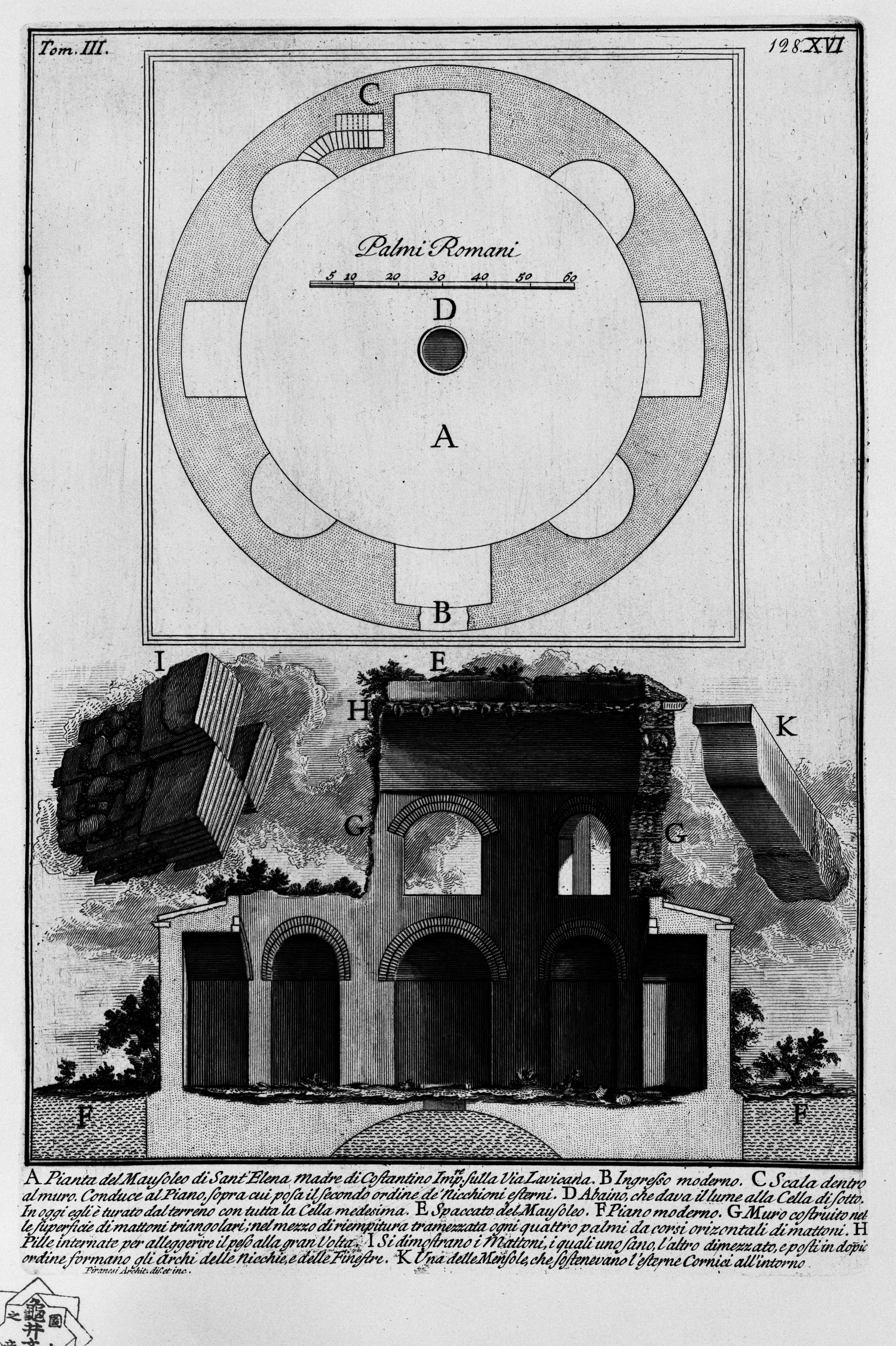
Pianta e sezione del mausoleo

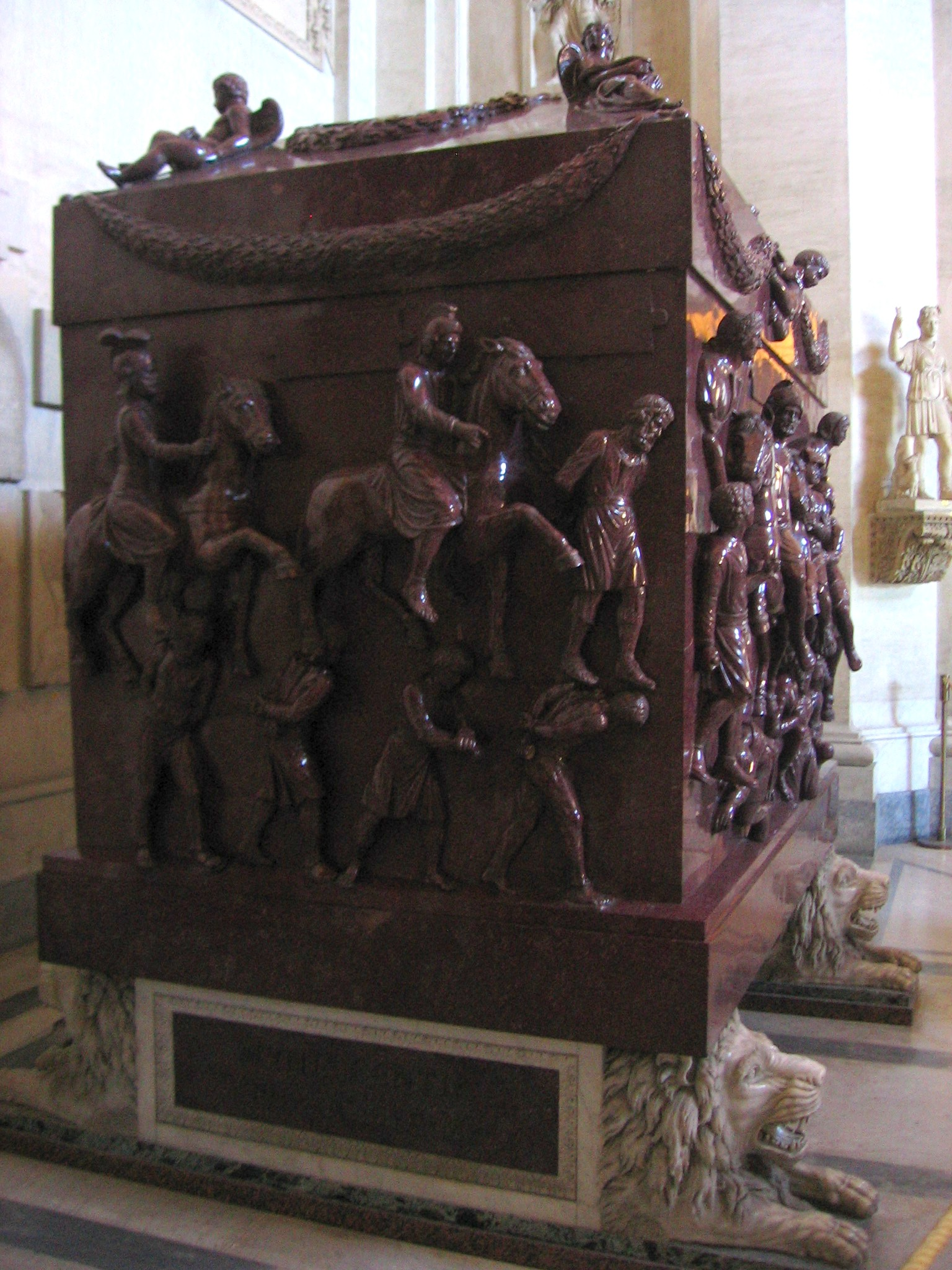
Sarcofago di Elena nei Musei Vaticani

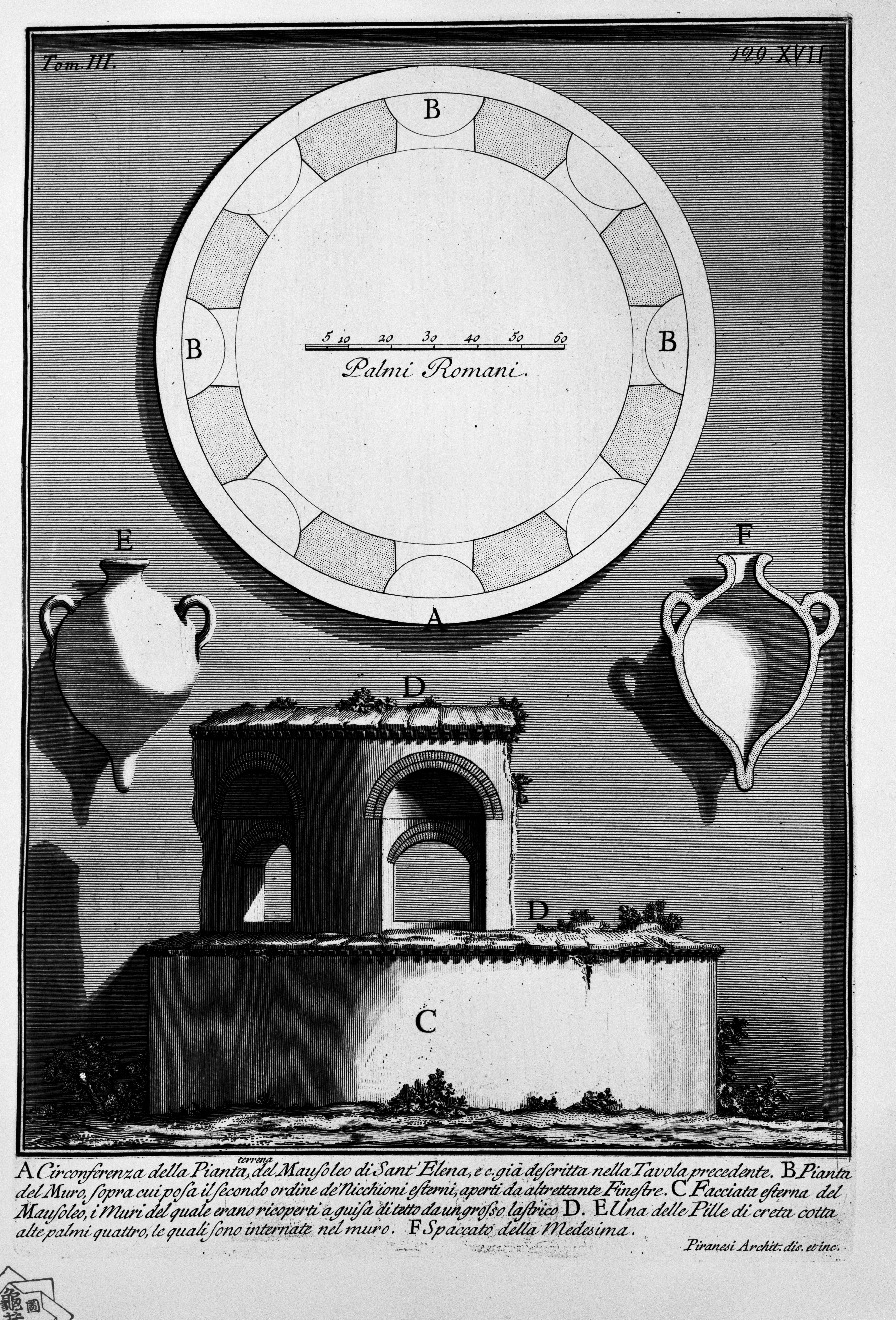
Cilindro superiore e pignatte

Il mausoleo di Elena costituisce uno dei più importanti complessi architettonici della Roma paleocristiana del IV secolo. L'edificio a pianta circolare, è costituito da due tamburi cilindrici sovrapposti, il superiore avente diametro minore, originariamente protetti da una copertura a cupola. Il tamburo inferiore ha diametro esterno di 27,74 metri ed interno di 20,18 metri. L'altezza totale era, in origine, di 25,42 metri, mentre oggi, mancando la cupola, è di circa 18 metri.
Internamente, il tamburo inferiore ha pianta ottagonale. Ai vertici dell'ottagono vi sono otto nicchie, alternativamente rettangolari e semicircolari, una delle nicchie rettangolari costituendo l'ingresso originale. In corrispondenza delle nicchie, nell'anello superiore, si aprivano otto finestre ad arco.
Nel costruire la cupola, per alleggerirne il peso, sono state inserite nella muratura delle anfore (dette pignatte) vuote, oggi ben visibili nella sezione della volta parzialmente crollata. Questa tecnica costruttiva era abbastanza diffusa e se ne trovano testimonianze in vari edifici fra cui il mausoleolo di Valerio Romolo, il tempio di Minerva Medica e il mausoleo dei Gordiani. Questo particolare aspetto ha dato origine al nome di Torpignattara (cioè Torre delle pignatte) con il quale è conosciuto il mausoleo dai Romani e che ha dato il nome alla zona circostante.
Nella nicchia rettangolare di fronte all'ingresso era con ogni probabilità contenuto il sarcofago in porfido rosso di Elena. Le pareti esterne del sarcofago sono decorate con scene di guerra, cosa che alimenta l'ipotesi che esso fosse inizialmente destinato ad ospitare le spoglie di Costantino e solo in seguito utilizzato come sepolcro di Elena.
Tra il 1993 ed il 2000 il mausoleo ha subito un'importante opera di restauro. L'intervento prevedeva sia il restauro dell'edificio che il completamento di opere di scavo iniziate in precedenza e non ultimate.
Gli scavi hanno consentito una migliore valorizzazione dell'edificio con la riscoperta dell'atrio di accesso sul lato sud, in corrispondenza della antica via Labicana. Durante gli scavi è stato scoperto il canale di raccolta delle acque pluviali, nonché un pozzo al centro del mausoleolo dal quale sono stati recuperati vasi dell'XI e XII secolo.
Il restauro è consistito sia nella demolizione delle aggiunte effettuate in epoche successive alla realizzazione del mausoleo, che hanno ridato al monumento la sua volumetria originale, che nella realizzazione di due ballatoi, al primo e secondo piano, che possono consentire la vista dall'alto degli ambienti permettendone di gustare la dimensione e la vista d'insieme. Sono stati inoltre restaurati i pochi frammenti rimasti del pavimento originario all'interno del mausoleo.